# Elizabeth Blackburn
Elizabeth Helen (Liz) Blackburn (Hobart, 26 november 1948) is een Amerikaans microbioloog van Australische komaf. Blackburn is werkzaam aan de Universiteit van Californië in San Francisco (UCSF). In 2008 kreeg Blackburn de L'Oréal-Unescoprijs voor vrouwen in de wetenschap voor "de ontdekking van de aard en het behoud van chromosoomuiteinden en hun rol bij kanker en veroudering". In 2009 ontving ze, samen met Carol Greider en Jack Szostak de Nobelprijs voor de Fysiologie of Geneeskunde "voor hun ontdekking hoe chromosomen worden beschermd door telomeren en het enzym telomerase". 

## Biografie
Blackburn werd geboren in Hobart in Tasmanië, waar haar beide ouders, Harold en Marcia, huisarts waren. Ze volgt haar middelbare opleiding in Launceston, maar in haar laatste studiejaar verhuisde het gezin naar Melbourne waar ze haar universitaire opleiding volgt. In 1970 behaalde ze aan de Universiteit van Melbourne haar bachelordiploma en twee jaar later ook haar master in de biochemie.
Vervolgens ging ze naar Engeland waar ze haar universitaire opleiding vervolgt terwijl ze bij een oom en tante in Cambridge verbleef. In 1975 behaalde ze haar doctoraat aan het Darwin College met onderzoek over DNA en DNA-sequences. Vervolgens gaat ze naar de Yale-universiteit waar ze tussen 1975 en 1977 postdoctoraal-onderzoek deed. In 1978 trad ze toe tot de faculteitsstaf Moleculaire Biologie van de Universiteit van Californië - Berkeley (UCB). In 1990 verhuisde ze naar de overkant van The Bay, naar de Universiteit van Californië - San Francisco (UCSF) voor de faculteit "Microbiologie en Immunologie".

## Werk
Samen met Jack Szostak verrichtte Blackburn baanbrekend pionierswerk op het gebied van telomeren, stukjes DNA op de uiteinden van chromosomen die de rest van het DNA op dat chromosoom beschermen tijdens celdeling. Blackburn was ook degene die identificeerde waaruit ze bestaan: een lange herhaling van een kort stukje DNA, dat voor iedere organisme weer een beetje anders is. Bij elke celdeling gaat een uiteinde van het telomeer verloren en als de telomeer te kort wordt kan de lichaamscel zichzelf niet meer delen; de cel is 'oud'. 
In 1984 ontdekte ze samen met Carol Greider, tijdens onderzoek met het eencellige zoetwaterorganisme Tetrahymena, het enzym telomerase dat in staat is na elke celdeling het verloren stukje telomeer weer bij te maken. Telomerase bleek vooral voor te komen in gespecialiseerde cellen, zoals stamcellen. Zij kunnen hun telomeren dus 'aanvullen' en zo 'jong' blijven. Samen met Szostak en Greider won Blackburn hiervoor de Nobelprijs. Daarvoor, in 2006 wonnen ze samen ook al de Albert Lasker Award for Basic Medical Research. In 2004 mocht Blackburn de Dr. A.H. Heinekenprijs voor Geneeskunde in ontvangst nemen.
In 2002 werd ze aangenomen als lid van de The President's Council on Bioethics, een debatgroep die George Bush moest adviseren in Bio-ethiekkwesties. In februari 2004 werd ze uit deze groep ontslagen omdat ze sterke voorstander was van embryonaal onderzoek dat onder president Bush zwaar onder vuur kwam te liggen. 
- Bibsys: 1492758309754
- Bibliothèque nationale de France: cb13489910w (data)
- Catàleg d'autoritats de noms i títols de Catalunya: 981058608957906706
- CiNii: DA09579614
- Gemeinsame Normdatei: 134048385
- International Standard Name Identifier: 0000 0000 7141 9248
- Library of Congress Control Number: nr95042223
- Nationale Bibliotheek van Letland: 000270593
- National Archives and Records Administration: 10584322
- Bibliotheek van het Japanse parlement: 001256686
- Nationale Bibliotheek van Tsjechië: xx0199468
- Nationale bibliotheek van Australië: 49885411
- Nationale Bibliotheek van Israël: 987007307229305171
- Nationale Bibliotheek van Polen: a0000002609950
- Nederlandse Thesaurus van Auteursnamen: 305988662
- ORCID: 0000-0002-4885-0544
- Réseau des bibliothèques de Suisse occidentale: 02-A003011091
- LIBRIS: 328057
- SNAC: w6w692nq
- Système universitaire de documentation: 035823755
- Trove: 1475754
- Virtual International Authority File: 8593551
- WorldCat: E39PBJq74yyBJktBtyXYw4ycfq

1901: Behring · 
1902: Ross · 
1903: Finsen · 
1904: Pavlov · 
1905: Koch · 
1906: Golgi, Ramón y Cajal · 
1907: Laveran · 
1908: Mechnikov, Ehrlich · 
1909: Kocher · 
1910: Kossel · 
1911: Gullstrand · 
1912: Carrel · 
1913: Richet ·
1914: Bárány · 
1919: Bordet · 
1920: Krogh · 
1922: Hill, Meyerhof · 
1923: Banting, Macleod · 
1924: Einthoven ·
1926: Fibiger · 
1927: Wagner-Jauregg · 
1928: Nicolle · 
1929: Eijkman, Hopkins · 
1930: Landsteiner · 
1931: Warburg · 
1932: Sherrington, Adrian · 
1933: Morgan · 
1934: Whipple, Minot, Murphy · 
1935: Spemann · 
1936: Dale, Loewi · 
1937: Szent-Györgyi · 
1938: Heymans · 
1939: Domagk · 
1943: Dam, Doisy · 
1944: Erlanger, Gasser · 
1945: Fleming, Chain, Florey · 
1946: Muller · 
1947: C. Cori, G. Cori, Houssay · 
1948: Müller · 
1949: Hess, Moniz · 
1950: Kendall, Reichstein, Hench · 
1951: Theiler · 
1952: Waksman · 
1953: Krebs,Lipmann ·
1954: Enders, Weller, Robbins · 
1955: Theorell · 
1956: Cournand, Forssmann, Richards · 
1957: Bovet · 
1958: Beadle, Tatum, Lederberg · 
1959: Ochoa, Kornberg · 
1960: Burnet, Medawar · 
1961: Békésy · 
1962: Crick, Watson, Wilkins · 
1963: Eccles, Hodgkin, Huxley · 
1964: Bloch, Lynen · 
1965: Jacob, Lwoff, Monod · 
1966: Rous, Huggins · 
1967: Granit, Hartline, Wald · 
1968: Holley, Khorana, Nirenberg · 
1969: Delbrück, Hershey, Luria · 
1970: Katz, Euler, Axelrod · 
1971: Sutherland · 
1972: Edelman, Porter · 
1973: Frisch, Lorenz, Tinbergen · 
1974: Claude, De Duve, Palade · 
1975: Baltimore, Dulbecco, Temin ·
1976: Blumberg, Gajdusek · 
1977: Guillemin, Schally, Yalow · 
1978: Arber, Nathans, Smith · 
1979: Cormack, Hounsfield · 
1980: Benacerraf, Dausset, Snell · 
1981: Sperry, Hubel, Wiesel · 
1982: Bergström, Samuelsson, Vane · 
1983: McClintock · 
1984: Jerne, Köhler, Milstein · 
1985: Brown, Goldstein · 
1986: Cohen, Levi-Montalcini · 
1987: Tonegawa · 
1988: Black, Elion, Hitchings · 
1989: Bishop, Varmus · 
1990: Murray, Thomas · 
1991: Neher, Sakmann · 
1992: Fischer, Krebs · 
1993: Roberts, Sharp · 
1994: Gilman, Rodbell · 
1995: Lewis, Nüsslein-Volhard, Wieschaus · 
1996: Doherty, Zinkernagel · 
1997: Prusiner · 
1998: Furchgott, Ignarro, Murad · 
1999: Blobel · 
2000: Carlsson, Greengard, Kandel ·
2001: Hartwell, Hunt, Nurse · 
2002: Brenner, Horvitz, Sulston · 
2003: Lauterbur, Mansfield · 
2004: Axel, Buck · 
2005: Marshall, Warren ·
2006: Fire, Mello ·
2007: Capecchi, Smithies, Evans ·
2008: Zur Hausen, Barré–Sinoussi, Montagnier ·
2009: Blackburn, Greider, Szostak ·
2010: Edwards ·
2011: Beutler, Hoffmann, Steinman ·
2012: Gurdon, Yamanaka ·
2013: Rothman, Schekman, Südhof ·
2014: O'Keefe, Moser, Moser ·
2015: Campbell, Omura, Tu ·
2016: Osumi ·
2017: Hall, Rosbash, Young ·
2018: Allison, Honjo ·
2019: Kaelin, Ratcliffe, Semenza ·
2020: Alter, Houghton, Rice ·
2021: Julius, Patapoutian ·
2022: Pääbo ·
2023: Karikó, Weissman ·
2024: Ambros, Ruvkun